# Região do Mediterrâneo

Localização da Região do Mediterrâneo na Turquia.

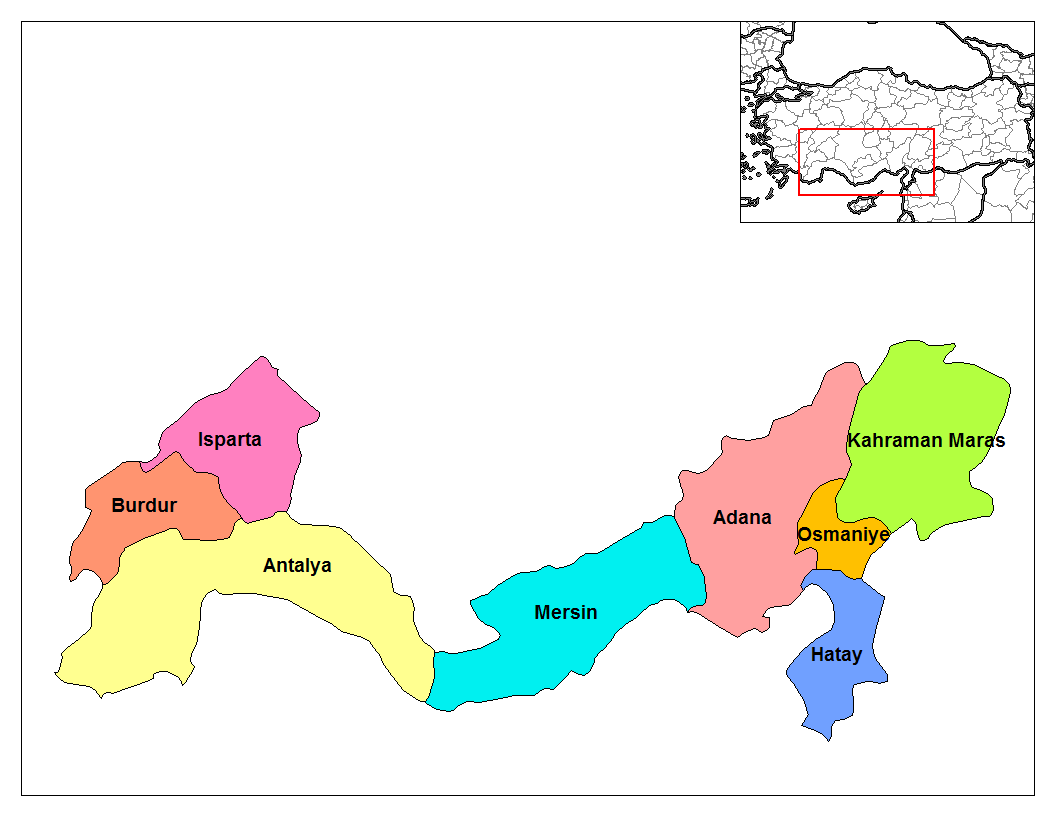
Mapa das províncias da região.

A Região do Mediterrâneo (em turco:  Akdeniz Bölgesi) é uma das sete regiões (bölge) da Turquia definidas para efeitos de recolha de dados estatísticos.

## Geografia e demografia
A região tem 89 493 km² de área, 11,3% do total da Turquia. Confina a oeste com a Região do Egeu (Ege), a norte com a da Anatólia Central (İç Anadolu), a nordeste com a Anatólia Oriental (Doğu Anadolu), a leste com o Sudeste da Anatólia (Güneydoğu Anadolu), a sudeste com a Síria e a sul com o Mar Mediterrâneo (Golfo de Antália entre Antália e Alanya).
| Regiões limítrofes da Região do Mediterrâneo |                                     |                               |
| Região do Egeu                               | Região da Anatólia Central          | Região da Anatólia Oriental   |
| Região do Egeu                               |                                     | Região do Sudeste da Anatólia |
| Mar Mediterrâneo                             | Mar Mediterrâneo / Golfo de Antália | Síria                         |

## População
Em 2009 o número de habitantes era 9 252 902, 12,8% do total nacional, dos quais 4 663 575 (50,4%) eram homens e 4 589 327 (49,6%) eram mulheres, com 6 499 564 (70,2%) residentes em zonas urbanas de maior dimensão (capitais de província) e 2 753 338 (29,8%) nas zonas rurais, aldeias e cidades mais pequenas.

## Províncias
- Adana
- Antália
- Burdur
- Hatay
- Isparta
- Kahramanmaraş
- Mersin
- Osmaniye

## Clima
O clima da região é do tipo mediterrânico, caraterizando-se por invernos suaves, relativamente húmidos, e verões quentes e secos. As temperaturas máximas podem atingir os 24 °C no inverno e quase os 40 °C no verão.